# Moses Chan
Moses Hung-Wai Chan (陳鴻渭) é um físico estadunidense. É professor da Universidade Estadual da Pensilvânia.